# Сопонару Ірина Георгіївна
Ірина Георгіївна Сопонару (нар. 22 жовтня 1986, Чернівці) — українська акторка театру і кіно, комік, фотомодель. Учасниця команди КВК «Вінницькі перці» і команди Ліги сміху «Вінницькі».

## Життєпис
Народилася 22 жовтня 1986 року в Чернівцях, живе в Києві.
Закінчила факультет історії, політології та міжнародних відносин Чернівецького національного університету, магістр політичних наук. Завершила театральну студію Театру «Чорний Квадрат» в місті Києві, є акторкою цього театру. Була учасницею команди КВН «Вінницькі перці».
Взяла участь у фотосесії для журналу Maxim.
Є авторкою Youtube каналу SoponaruTV
З 2024 року ведуча програми «Пекучі NEWS» на телеканалі Ми — Україна+.

## Фільмографія
Була учасницею гумористичного проєкту категорії «18+» на російському телеканалі ТНТ «Не спать».
Є акторкою скетч-комедії «Країна У». Грає роль полтавської дівчини Яринки.
З 2018 року — акторка гумористичних шоу «Жіночий квартал» та «Ігри приколів». У складі команди «Вінницькі» бере участь у шоу «Ліга Сміху».
У листопаді 2023 року Ірина знялася в новому серіалі «Волонтери» на телеканалі ТЕТ.

## Особисте життя
В травні 2024 року одружилася з британцем на ім'я Ріс, з яким була в стосунках з 2021 року.